# Obenburger Schleusengraben
L'Obenburger Schleusengraben és un wettern a Moorburg a l'estat d'Hamburg a Alemanya. La seva forma irregular fa presumir que es tracta d'un priel. El seu nom significa “rec de la resclosa superior del burg”.
Era un dels dos recs que desguassaven Moorburg en col·lectar l'aigua dels wetterns vers la resclosa de desguàs a l'Alte Süderelbe i finalment a l'Elba. El 1928, l'Alte Süderelbe, un braç de l'Elba, va ensorrar-se de tal manera que a molts indrets el seu llit era superior al nivell dels recs de desguàs a l'interior dels dics. Els pagesos van decidir, amb l'ajuda de l'ajuntament d'Hamburg, de construir una estació de bombatge.